# Конимбрига
Кони́мбрига (порт. Conímbriga) — одно из крупнейших римских поселений на территории современной Португалии. Имеет статус национального памятника. Конимбрига находится в 16 км от Коимбры и в менее чем 2 км от Кондейши-а-Новы. На территории поселения находится музей, где представлены местные археологические находки, включая монеты и хирургические инструменты. При музее действуют также кафе и сувенирная лавка.

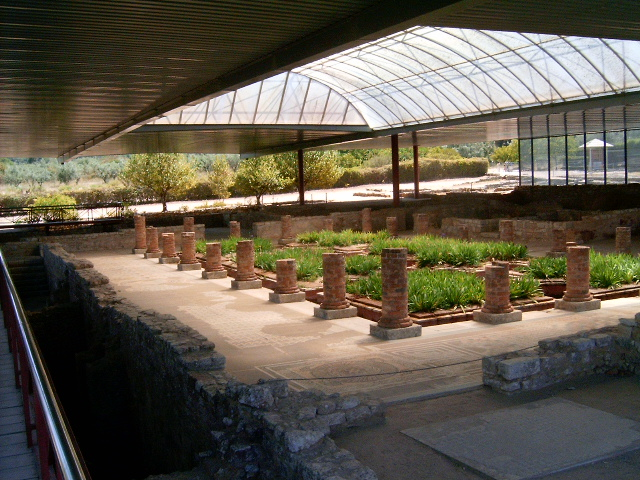
Дом фонтанов
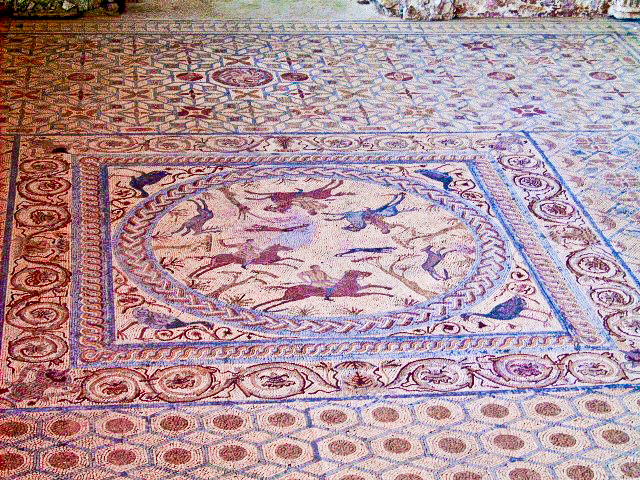
Сохранившийся мозаичный пол

## Этимология
Название города может восходить к древнему, возможно доиндоевропейскому элементу, означавшему «скалистые высоты» и кельтскому слову briga, означавшему укрепленное место. Также существует теория о том, что элемент кони может восходить к этнониму конии.

## История
Археологические данные свидетельствуют о том, что Конимбрига была населена, по крайней мере, с IX века до н. э. по VII—VIII век н. э. Когда сюда в первой половине II века до н. э. прибыли римляне, Конимбрига была процветающей деревней. Благодаря установлению мира в Лузитании и достаточно быстрым процессам романизации коренного населения, вскоре Конимбрига превратилась в процветающий город. Вследствие глубокого политического и административного кризиса в империи, Конимбрига начала подвергаться нападениям варварских племен. В 465 и 468 годах племена свевов захватили и разграбили уже довольно малонаселенный город.

## Изучение
Первые систематические археологические раскопки начались в 1899 году благодаря финансовой поддержке королевы Амелии. В 1910 году Конимбрига получила статус национального памятника культуры (порт. Monumento Nacional). Основные работы по расчистке территории и идентификации объектов были проведены в 1930-40-х годах. С 1955 года археологические раскопки были возобновлены, и в 1962 году был основан археологический музей Конимбриги (порт. Museu Monográfico de Conimbriga), в котором представлены артефакты, найденные в результате раскопок.

## Описание города
Хотя Конимбрига не является самым большим римским городом на территории Португалии, он лучше всего сохранился. Городские стены сохранились во многом не тронутыми, также остались фундаменты и мозаичные полы многих домов и общественных зданий. В банях можно увидеть сеть каналов каменного отопления под ныне отсутствующие этажи. Археологи считают, что к началу 2000-х годов было раскопано лишь 10 % города.

## Галерея

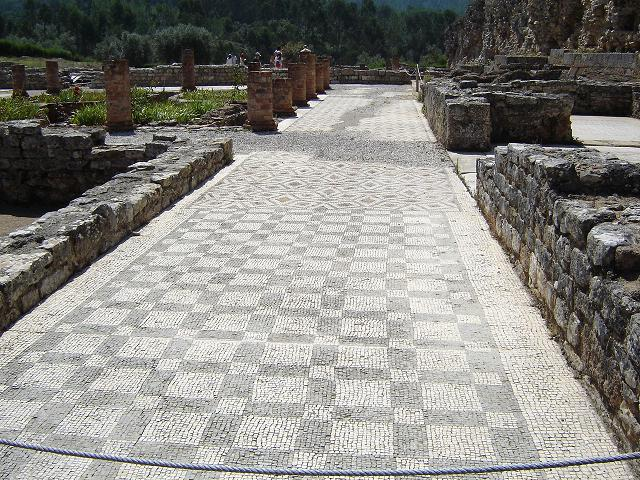
Мощёная дорога в Конимбриге
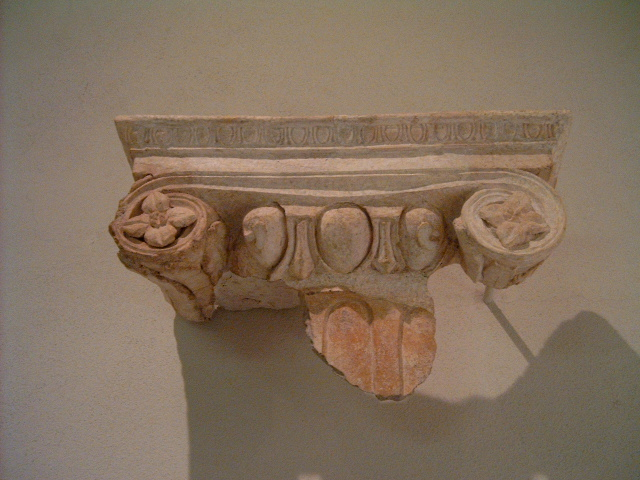
Капитель
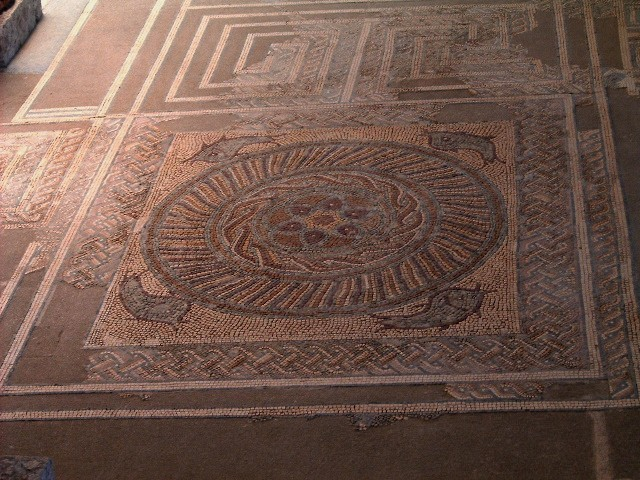
Мозаика с рыбами
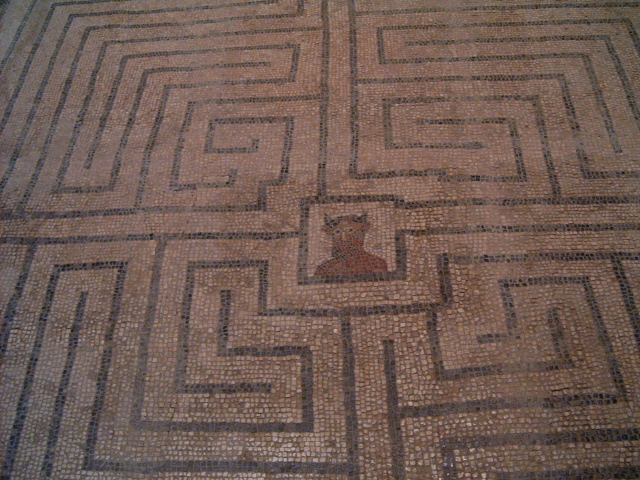
Мозаика с лабиринтом
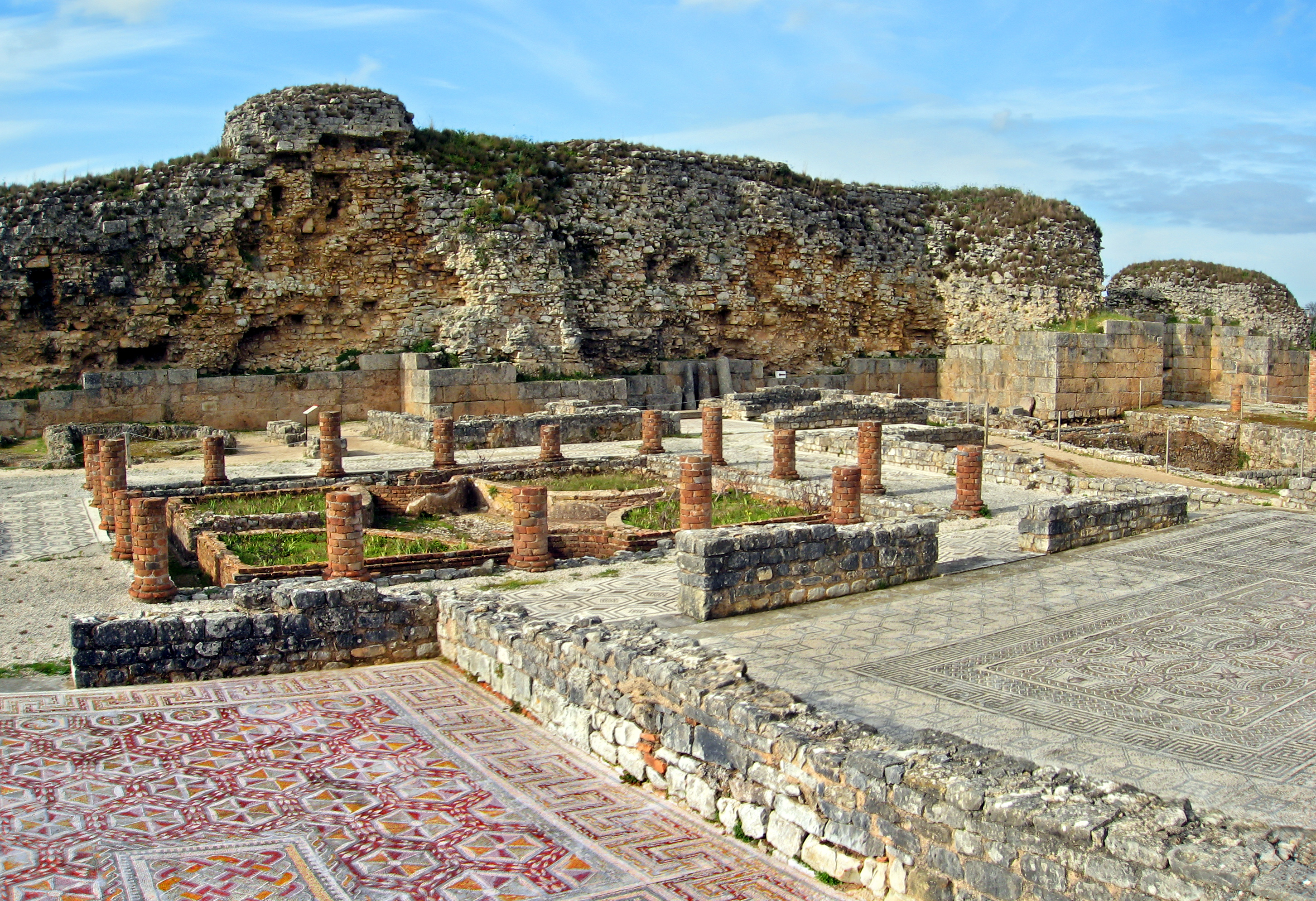
Вид на Конимбригу
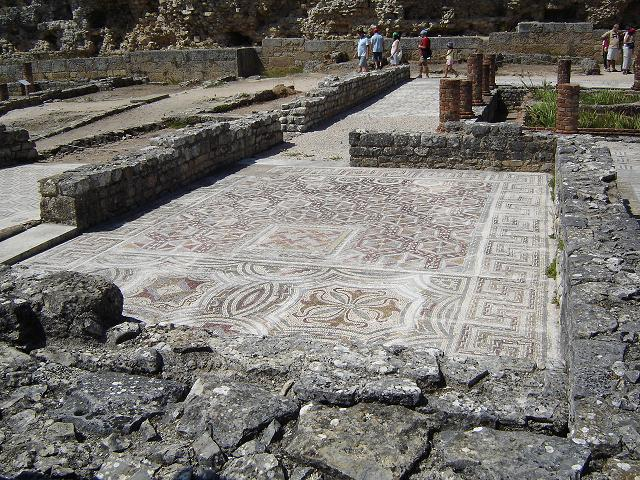
Мозаичная дорога
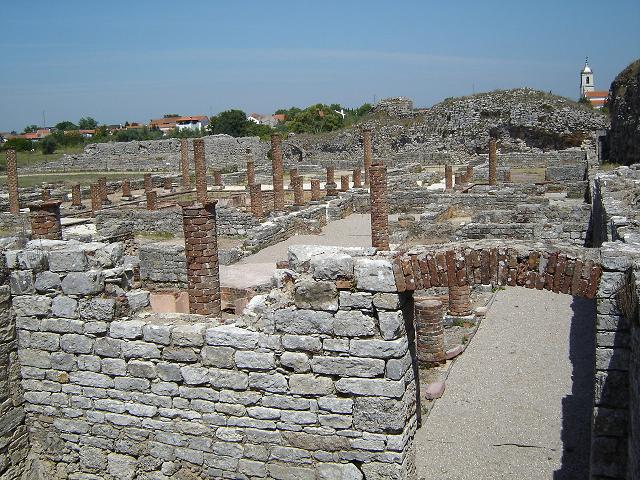
Общий вид
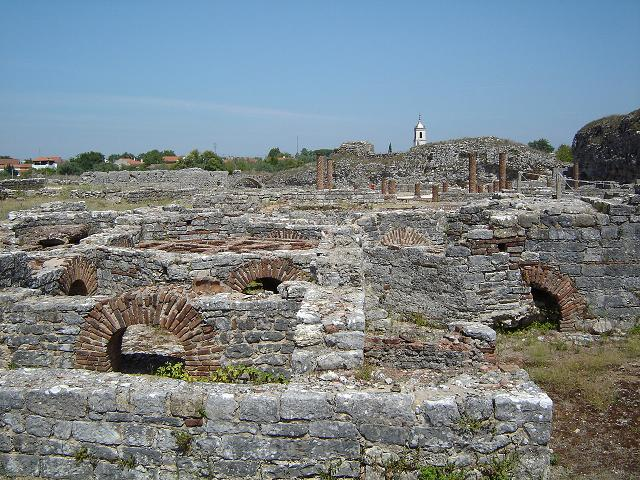
Банная зона